# Intel 8048

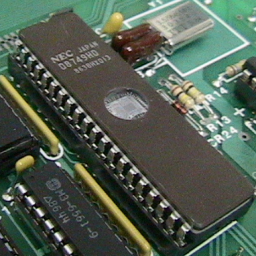
Um chip da família 8048 com EPROM UV, o 8749, produzido pela NEC.

O microcontrolador (µC) Intel 8048, primeiro microcontrolador da Intel, foi usado no Vídeo-game Magnavox Odyssey², no sintetizador analógico Roland Jupiter-4 e Roland ProMars e (em sua variante 8042) no teclado original do IBM PC. O 8048 é provavelmente o mais proeminente membro da família Intel de microcontroladores MCS-48. Foi inspirado por, e é algo similar ao microprocessador Fairchild F8.